# Untere Raineralm
Die Untere Raineralm (auch Rainer-Heimalm) ist eine Alm in der Gemeinde Dorfgastein im österreichischen Bundesland Salzburg.

## Lage und Charakteristik
Die Untere Raineralm befindet sich auf den westlichen Hängen der Gasteiner Höhe in der Ankogelgruppe. Sie liegt in der Ortschaft Maierhofen und in der Katastralgemeinde Klammstein. Sie ist wie die Obere Raineralm dem Rainergut in Klammstein zugehörig. Beide werden als Galtvieh-Almen geführt. Die Untere Raineralm ist Teil des Eigenjagdgebiets Rainerbauernjagd.
Eine Almhütte steht auf einer Höhe von 1320 m ü. A. Das Gelände fällt Richtung Westen zum Gamsgrabenbach ab, einem rechtsseitigen Nebenbach der Gasteiner Ache. Östlich der Unteren Raineralm erstreckt sich eine Rotwild-Ruhezone, die von 1. November bis 31. Mai nicht betreten werden darf, und nördlich eine Gamswild-Ruhezone, in der von 1. Dezember bis 31. Mai kein Zutritt erlaubt ist.

## Geschichte
Im von 1823 bis 1830 erstellten Franziszeischen Kataster ist die Alm unter dem Namen Vorder Alpe mit einem Gebäude verzeichnet.